# Jennifer Coolidge

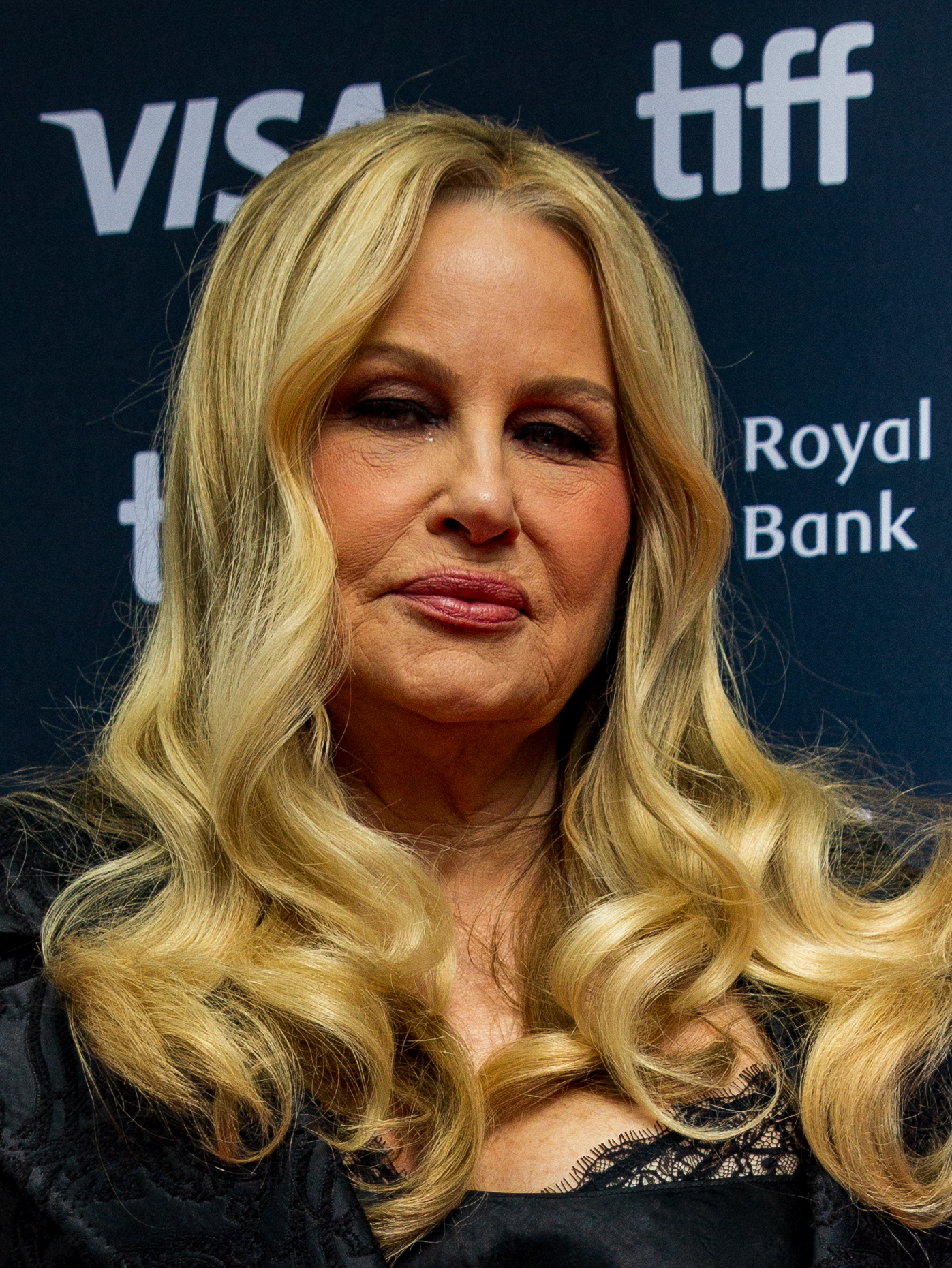
Jennifer Coolidge (2024)

Jennifer Coolidge (* 28. August 1961 in Boston) ist eine US-amerikanische Schauspielerin.

## Leben
Jennifer Coolidge wurde als Tochter von Gretchen Knauff und Paul Constant Coolidge, einem Kunststoffhersteller, geboren. Sie wuchs in Norwell, Massachusetts auf und hat einen Bruder und zwei Schwestern. Sie machte ihren Abschluss an der Norwell High School und absolvierte das Emerson College in Boston. Ebenso besuchte sie die American Academy of Dramatic Arts in New York City. Erste Erfahrungen im Comedy-Bereich machte sie als Mitglied der Groundlings Main Company in Los Angeles. International bekannt wurde Coolidge vor allem durch ihre Darstellungen von Stifler’s Mom, der stereotypen MILF, in der American-Pie-Filmreihe und als Paulette in Natürlich blond und Natürlich blond 2. Von 2011 bis 2017 spielte sie in 2 Broke Girls die Rolle der Sophie Kaczinsky, einer polnischen Nachbarin der beiden Hauptdarstellerinnen.
Im Jahr 2022 gewann sie für ihre Nebenrolle der Tanya McQuoid in dem Fernsehmehrteiler The White Lotus einen Emmy. In der folgenden zweiten Staffel der Produktion gewann sie einen Golden Globe Award.

### Engagement für Tiere und Umwelt
Jennifer Coolidge setzt sich regelmäßig für Tier- und Umweltschutz ein. So machte sie gemeinsam mit dem Comedian Chris Kattan bei der 30-Jahr-Feier der Meeresschutzorganisation Sea Shepherd die MC. Des Weiteren unterstützt sie die American Society for the Prevention of Cruelty to Animals (Amerikanische Vereinigung zur Verhinderung von Grausamkeiten an Tieren) und den Gnadenhof Farm Sanctuary.

## Filmografie (Auswahl)

### Filme
- 1995: Not Of This Earth
- 1995: Bucket of Blood
- 1997: Noch dümmer (Trial and Error)
- 1997: Plump Fiction
- 1998: Slappy and the Stinkers
- 1998: A Night at the Roxbury
- 1999: American Pie – Wie ein heißer Apfelkuchen (American Pie)
- 2000: Der Club der gebrochenen Herzen (The Broken Hearts Club: A Romantic Comedy)
- 2000: Best in Show
- 2001: Pootie Tang
- 2001: Einmal Himmel und zurück (Down to Earth)
- 2001: Zoolander
- 2001: Natürlich blond (Legally Blonde)
- 2001: American Pie 2
- 2003: Testosterone
- 2003: A Mighty Wind
- 2003: Carolina – Auf der Suche nach Mr. Perfect (Carolina)
- 2003: As Virgins Fall
- 2003: Natürlich blond 2 (Legally Blonde 2: Red, White & Blonde)
- 2003: American Pie – Jetzt wird geheiratet (American Wedding)
- 2004: Cinderella Story (A Cinderella Story)
- 2004: Lemony Snicket – Rätselhafte Ereignisse (Lemony Snicket – A Series Of Unfortunate Events)
- 2005: Robots (Stimme)
- 2006: Date Movie
- 2006: American Dreamz – Alles nur Show (American Dreamz)
- 2006: Klick (Click)
- 2007: Fantastic Movie (Epic Movie)
- 2008: Dr. Dolittle 4
- 2008: Soul Men
- 2009: Bad Lieutenant – Cop ohne Gewissen (Bad Lieutenant: Port of Call New Orleans)
- 2009: ExTerminators
- 2009: Gentlemen Broncos
- 2010: Beauty & the Briefcase (Fernsehfilm)
- 2012: American Pie: Das Klassentreffen (American Reunion)
- 2013: Austenland
- 2014: Die Coopers – Schlimmer geht immer (Alexander and the Terrible, Horrible, No Good, Very Bad Day)
- 2015: Hell and Back (Stimme)
- 2015: Alvin und die Chipmunks: Road Chip (Alvin and the Chipmunks: The Road Chip, Stimme)
- 2017: Emoji – Der Film (The Emoji Movie, Stimme im Original)
- 2020: Promising Young Woman
- 2020: Lady Business (Like a Boss)
- 2021: Swan Song
- 2021: Single All the Way
- 2022: Shotgun Wedding – Ein knallhartes Team (Shotgun Wedding)
- 2023: We Have a Ghost
- 2024: Riff Raff – Verbrechen ist Familiensache (Riff Raff)
- 2025: Ein Minecraft Film (A Minecraft Movie)

### Serien
- 1993: Seinfeld (Folge 5x09)
- 1994: SheTV
- 1996: Saturday Night Live (6 Folgen)
- 1997–1999: King of the Hill (4 Folgen)
- 1998: Carol läßt nicht locker (Alright Already) (Folge 1x14)
- 1998: Rude Awakening – Nur für Erwachsene! (Folgen 1x03 und 1x04)
- 1999: Ladies Man (Folge 1x07)
- 2001: Frasier (Folge 8x18)
- 2001: Dead Last (Folge 1x10)
- 2002: Do Over – Zurück in die 80er (Do Over) (Folge 1x10)
- 2003–2004: Immer wieder Jim (According to Jim) (Folgen 2x27, 2x28 und 3x21)
- 2003: Sex and the City (Folge 6x03)
- 2003: Friends (Folge 10x03)
- 2004–2006: Joey
- 2007–2009: Nip/Tuck – Schönheit hat ihren Preis (Nip/Tuck) (Folgen 5x01, 5x14 und 5x17)
- 2008: The Closer (Folge 4x05)
- 2008–2012: The Secret Life of the American Teenager (35 Folgen)
- 2009: Kath & Kim
- 2009: Party Down
- 2012–2016: Willkommen in Gravity Falls (Stimme, 16 Folgen)
- 2012–2017: 2 Broke Girls (124 Folgen)
- 2015: Glee (Folge 6x06 und 6x08)
- 2021–2022: The White Lotus (14 Folgen)
- 2022: The Watcher (7 Folgen)
- 2024: Monster bei der Arbeit (Stimme, 2 Folgen)

## Auszeichnungen (Auswahl)
Primetime Emmy Award
Auszeichnung
2022: Beste Nebendarstellerin – Miniserie oder Fernsehfilm für The White Lotus
2023: Beste Nebendarstellerin – Miniserie oder Fernsehfilm für The White Lotus
Golden Globe Awards
Auszeichnung
2023: Beste Nebendarstellerin – Miniserie, Anthologie – Serie oder Fernsehfilm für The White Lotus
Nominierung
2022: Beste Nebendarstellerin – Miniserie, Anthologie – Serie oder Fernsehfilm für The White Lotus
Screen Actors Guild Awards
Auszeichnung
2023: Beste Darstellerin Beste Darstellerin in einer Dramaserie für The White Lotus
2023: Bestes Schauspielensemble in einer Dramaserie für The White Lotus
Nominierung
2022: Beste Darstellerin in einem Fernsehfilm oder Miniserie für The White Lotus